# The Fabulous 40 Priscilla 陳慧嫻演唱會
The Fabulous 40 Priscilla 陳慧嫻演唱會，是香港女歌手陳慧嫻自2025年開始舉辦的巡迴演唱會，主辦機構為英皇娛樂。該演唱會以香港為首站，乃陳慧嫻第六次於紅磡香港體育館舉行的個人售票演唱會，並於2025年1月21、22、24、25、26及30日假該館舉行，共開六場。

## 簡介

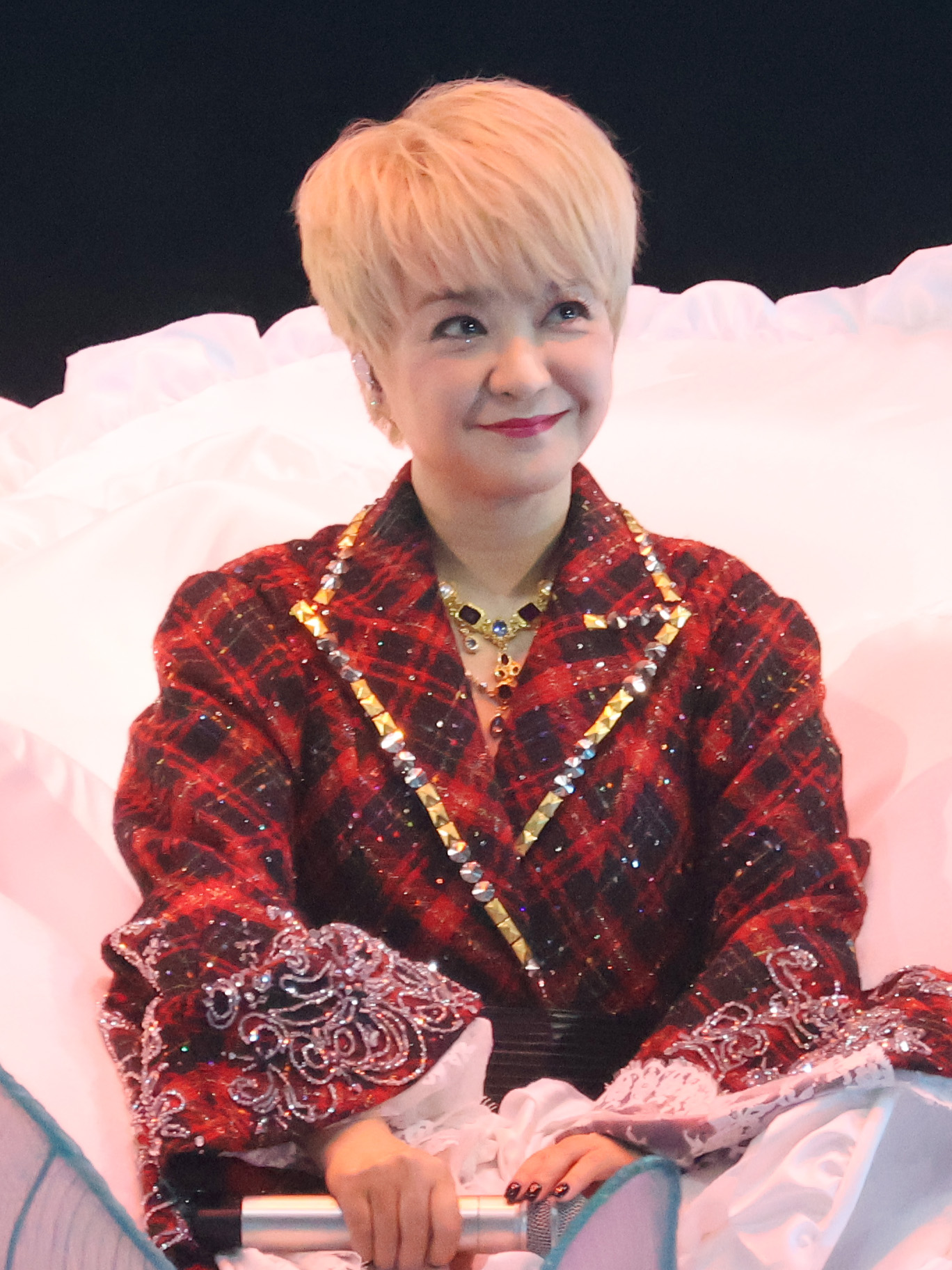
2025年1月24日，陳慧嫻在紅磡香港體育館參演《The Fabulous 40 Priscilla LIVE IN HONG KONG 陳慧嫻演唱會》

2024年11月12日，陳慧嫻宣布於2025年1月21、22、24及25日在香港體育館舉辦四場紀念她入行40周年的演唱會《The Fabulous 40 Priscilla LIVE IN HONG KONG 陳慧嫻演唱會》，並以花卉及花期為主題。 為宣傳演唱會，陳慧嫻先後於同年9月及12月分別推出兩首全新灌錄廣東歌《給親愛的親愛》及《陪伴》。 12月23日，因反應熱烈，宣布紅館演唱會加開1月26日一場，並於同日舉辦《Priscilla Chan The Intimate Live》網上直播演唱會，宣傳紅館演唱會。及後宣佈演唱會在1月30日（乙巳年正月初二日）加開最後一場。

## 巡演地點
| 日期           | 城市       | 場地                             | 嘉賓           | 附註 |
| -------------- | ---------- | -------------------------------- | -------------- | ---- |
| Leg 1 - 亞洲   |            |                                  |                |      |
| 2025年1月21日  | 香港       | 紅磡體育館                       | 張敬軒         |      |
| 2025年1月22日  | 香港       | 紅磡體育館                       | AGA            |      |
| 2025年1月24日  | 香港       | 紅磡體育館                       | 李克勤         |      |
| 2025年1月25日  | 香港       | 紅磡體育館                       | 古巨基         |      |
| 2025年1月26日  | 香港       | 紅磡體育館                       | ERROR          |      |
| 2025年1月30日  | 香港       | 紅磡體育館                       | 蔡卓妍、關智斌 |      |
| 2025年3月8日   | 澳門       | 威尼斯人綜藝館                   | 不適用         |      |
| 2025年6月1日   | 廣州       | 寶能廣州國際體育演藝中心         | 關智斌         |      |
| 2025年6月2日   | 廣州       | 寶能廣州國際體育演藝中心         | 鍾欣潼         |      |
| 2025年7月12日  | 杭州       | 杭州奧體中心體育館               | 容祖兒         |      |
| 2025年7月19日  | 深圳       | 深圳灣體育中心「春繭」體育館     | 不適用         |      |
| 2025年7月26日  | 上海       | 浦發銀行東方體育中心             |                |      |
| 2025年7月27日  | 上海       | 浦發銀行東方體育中心             |                |      |
| 2025年8月2日   | 成都       | 五糧液體育文化中心綜合體育館     |                |      |
| 2025年8月3日   | 成都       | 五糧液體育文化中心綜合體育館     |                |      |
| 2025年08月16日 | 東莞       | 東莞銀行籃球中心                 |                |      |
| 2025年9月6日   | 北京       | 國家體育館                       |                |      |
| 2025年9月20日  | 佛山       | 佛山國際體育文化演藝中心         |                |      |
| 2025年9月27日  | 重庆       | 華熙LIVE·魚洞·場館               |                |      |
| Leg 2 - 美洲   |            |                                  |                |      |
| 2025年11月日   | 多倫多     | OLG Stage at Fallsview Casino    |                |      |
| 2025年11月日   | 大西洋城   | Borgata Event Center             |                |      |
| 2025年12月日   | 拉斯維加斯 | Encore Theater at Wynn Las Vegas |                |      |
| 2025年12月日   | 拉斯維加斯 | Encore Theater at Wynn Las Vegas |                |      |
| 2025年12月日   | 雷諾       | Reno Events Center               |                |      |
| Leg 3 - 亞洲   |            |                                  |                |      |
| 2025年12月日   | 新加坡     | 金沙會議展覽中心，金沙大宴會廳   |                |      |
| 2025年12月日   | 新加坡     | 金沙會議展覽中心，金沙大宴會廳   |                |      |
| 2026年月日     | 馬來西亞   | 雲頂雲星劇場                     |                |      |

## 表演曲目

### 香港站
以下列表僅為2025年1月21日首場演唱會表演曲目，具體曲目在其他各場次可能出现變化，詳情請參閱備註。

| Act 1：Opening 1. Overture：夜機／傻女／花店／飄雪／情意結／紅茶館／Love Me Once Again／千千闋歌 2. 奇妙旅程 3. 柯德莉夏萍穿過的鞋 4. 不羈戀人 5. Medley：逝去的諾言／人生何處不相逢 Act 2：Memories 1. 花店 2. 紅茶館 3. 玩味 4. 真情流露（第二場改為演唱《Love Me Once Again》） Act 3：Storm 1. 傻女 2. Jealousy 3. 飄 4. 我心不死 Act 4：Strings 1. 拈花惹草（弦樂過場） 2. 凌晨舊戲 3. 為何仍是你 4. 明日有明天 5. 情意結 | Act 5：Disco 1. Dance Medley：Dancing Boy（間奏）／反叛／不清晰的戀愛（間奏）／大情人／披星戴月／披星獨行／憂鬱，你好／不住怨婦街（間奏）／夜半驚魂／地球大追蹤／Joe Le Taxi／夏日（間奏）／變、變、變變變／貪、貪、貪 2. 跳舞街（嘉賓合唱） 3. 嘉賓環節 Act 6：Ending 1. 陪伴 2. I Need To Be In Love（木匠兄妹樂團原唱；只於首場演唱） 3. 今天的愛人是誰（替換曲目） 4. 夜機 Act 7：Encore 1. 千千闋歌 2. 飄雪 3. 幾時再見?! |

嘉賓環節
- 1月21日：陳慧嫻與張敬軒合唱《跳舞街》；張敬軒獨唱《與淚抱擁》
- 1月22日：陳慧嫻與江海迦合唱《跳舞街》；江海迦獨唱《3AM》
- 1月24日：陳慧嫻與李克勤合唱《跳舞街》；李克勤獨唱《去吧！》
- 1月25日：陳慧嫻與古巨基合唱《跳舞街》；古巨基獨唱《愛得太遲》（清唱）、《Love Me Once Again》
- 1月26日：陳慧嫻與ERROR合唱《跳舞街》；ERROR獨唱《野舞士》
- 1月30日：陳慧嫻與蔡卓妍、關智斌合唱《跳舞街》；蔡卓妍、關智斌合唱《你最紅》
- 6月1日（廣州站第一場）：陳慧嫻與關智斌合唱《跳舞街》；關智斌獨唱《眼紅館》
- 6月2日（廣州站第二場）：陳慧嫻與鍾欣潼合唱《跳舞街》；鍾欣潼獨唱《下一站天后》

替換曲目
- 1月21日：《今天的愛人是誰》
- 1月22日：《痴情意外》
- 1月24日：《玻璃窗的愛》
- 1月25日：《秋色》
- 1月26日：《去吧！》
- 1月30日：《與淚抱擁》、《玻璃窗的愛》、《Love Me Once Again》
- 澳門站：《與淚抱擁》
- 廣州站：《歸來吧》

巡演附註
- 廣州站：《玻璃窗的愛》替換《真情流露》、《月亮》替換《為何仍是你》